# Time Out (Ludovico Einaudi)
Time Out è un album pubblicato nel 1988 dal pianista italiano Ludovico Einaudi.

## Tracce
1. Prima – 1:12
2. Andante – 5:24
3. Rapido – 4:40
4. Immobile – 2:08
5. Adagio – 3:01
6. Presto – 2:10
7. Lento – 5:46
8. Moderato – 7:02
9. Teso – 5:30
10. Implacabile – 5:34
11. Fondo – 3:58
12. Sospeso – 3:24
13. Calmo – 3:10
14. Finale 1 – 2:12
15. Dopo – 0:32
16. Finale 2 – 3:46

Durata totale: 59:29